# Penitenciaría Federal de Lewisburg
La Penitenciaría de los Estados Unidos, Lewisburg (USP Lewisburg) es una prisión federal de los Estados Unidos de mediana seguridad en Pensilvania para reclusos masculinos. Está gestionada por la Oficina Federal de Prisiones, una división del Departamento de Justicia de los Estados Unidos. Un campo penitenciario satélite adyacente alberga a delincuentes masculinos de mínima seguridad.
USP Lewisburg está en Kelly Township, Pensilvania, cerca de Lewisburg. Se encuentra en el centro de Pensilvania, 170 millas (273,6 km) al oeste de Filadelfia y 200 millas (321,9 km) al norte de Washington D. C..